# Beaverboard

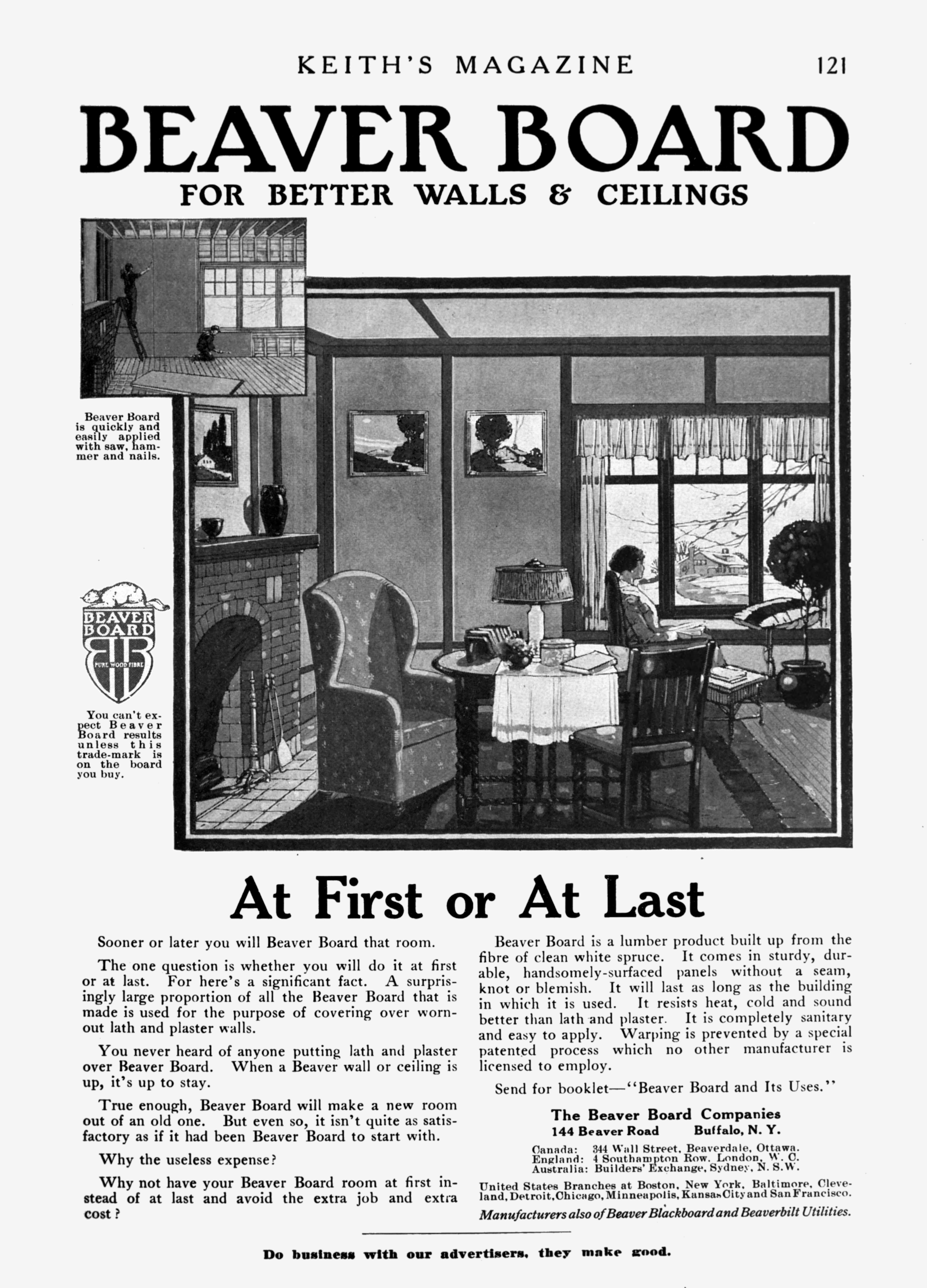
Reclame uit 1917 voor Beaver board

Beaverboard (ook beaver board) is een houtvezelplaat die gebruikt wordt als bouwmateriaal, Het is gevormd uit houtvezels, gecomprimeerd tot vellen. Het was oorspronkelijk een handelsmerk. Af en toe is het als paneel gebruikt door kunstenaars. Een beroemd voorbeeld is het iconische schilderij American Gothic (1930) van Grant Wood.